# Zoran Zaev
Zoran Zaev (em macedônio/macedónio:  Зоран Заев; nascido em 8 de outubro de 1974) é um economista e político macedônio, Primeiro-ministro de 30 de agosto de 2020 a 17 de janeiro de 2022, tendo atuado como primeiro-ministro da Macedônia de 31 de maio de 2017 até 3 de janeiro de 2020.
Antes de tomar posse como primeiro-ministro, Zaev foi membro da Assembleia da Macedônia entre 2003 e 2005, e prefeito de Strumica entre 2005 e 2016. Ele é presidente da União Social-Democrata da Macedónia, partido de centro-esquerda.